# Scierie de Ban-de-Laveline
La scierie de Ban-de-Laveline est une scierie hydraulique située dans le village de Ban-de-Laveline, dans le département français des Vosges en région Grand Est.

## Histoire
La scierie et son bief de dérivation sont attestés dans un cadastre de 1825. Dans la seconde moitié du XIXe siècle, un moyen en fonte y est installé.
Après une réfection de la roue et de la scierie en 1996, elle ouvre au public.

## Description

### Maison
Une halle bardée de bois sur sous-sol de moellon hourdi à la chaux réunit par une accolade la maison qui englobe la scierie.

### Roue hydraulique verticale
Un chenal de bois de plus de 150 mètres de long, à très faible pente et en dérivation de la Morthe, permet de fournir l'énergie nécessaire à la roue verticale par le dessus.
La scie se compose d'un mécanisme haut-fer à bielle-manivelle qui transfère le mouvement par engrenages et courroies. L'axe de la roue hydraulique est en acier et les deux moyeux rapportés sont en fonte, un assemblage de trois planches forme les augets jointifs et une trappe mobile à la verticale de l'axe de la roue dirige l'alimentation de celle-ci. La scierie est aussi dotée d'une déligneuse circulaire,.

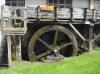
Haut-Fer.